# Casa Vilà (Barcelona)
La Casa Vilà és un edifici situat al carrer de Girona, 46 de l'Eixample de Barcelona, catalogat com a bé cultural d'interès local.

## HIistòria
Va ser projectat el 1913 per l'arquitecte Joan Maymó i Cabanellas per a Ramon Vilà i Costa, i va ser acabat el 1916.

## Arquitectura
De planta baixa i quatre pisos, l'accés principal dona pas a una zona de vestíbul i celobert central, amb l'escala de veïns i l'ascensor al fons.
La façana, realitzada en pedra, forma una composició axial al voltant de l'accés principal. La planta baixa s'obre al carrer per mitjà de tres grans portals resolts amb arcs rebaixats. El portal central dona accés a l'escala de veïns mentre els dos portals laterals corresponen a les botigues de la planta baixa. A la resta de plantes, la façana estructura les seves obertures en quatre eixos verticals de ritme regular, coronats per una barana que en el seu tram central adopta la forma d'un frontó sinuós.
Del parament de pedra sobresurt el balcó corregut amb tribuna central del pis principal. De parament petri i tres finestrals a la part frontal, està emmarcada per dos parells de columnes de capitell jònics, que formen arcs lobulats a la part superior i rebaixats invertits a l'inferior. El coronament de la tribuna recrea, en petit, el coronament de l'edifici, servint de barana al balcó del primer pis.
La resta de balcons presenten llosanes rectangulars tancades per treballades baranes de ferro de perfil ondulat i motius vegetals. La ornamentació escultòrica en pedra de la façana es realitza en els grans permòdols que sostenen les llosanes dels balcons, en les baranes dels balcons de la planta principal i els guardapols de les llindes, sempre a base de temàtica vegetal. Destaca especialment el sinuós coronament que serveix com a barana del terrat, amb dos espais laterals tancats per barana de ferro i un frontó central ornamentat amb garlandes i escut central.
La façana posterior, que es pot apreciar des d'un petit passatge, es compon per una galeria de vidre sustentada per pilars i jàsseres de ferro.
El vestíbul i el celobert central és l'espai que dona accés a l'immoble i en distribueix les diverses propietats horitzontals. S'hi accedeix a través d'una porta de ferro a un ampli espai de planta rectangular dividit en diferents trams separats per pilastres adossades, de capitell compost,que sostenen les bigues d'una claraboia del celobert central. El vestíbul presenta una sòbria decoració clàssica, amb arrimadors de marbre blanc i parets pintades de blanc amb motllures rectilínies que emmarquen plafons en parets i sostre. Depassat aquest espai trobem l'escala de veïns i l'ascensor.